# Совхозное (Симферопольский район)
Совхо́зное  (до 1948 года совхоз Теми́р-Ага́; укр. Совхозне, крымскотат. Temir Ağa, Темир Агъа) — село в Симферопольском районе Республики Крым, входит в состав Укромновского сельского поселения (согласно административно-территориальному делению Украины — Укромновского сельского совета Автономной Республики Крым).

## Население
| 2001 | 2014  | 2021  |
| ---- | ----- | ----- |
| 305  | ↗1109 | ↘1103 |

Всеукраинская перепись 2001 года показала следующее распределение по носителям языка
| Язык             | Процент |
| ---------------- | ------- |
| русский          | 87,87   |
| крымскотатарский | 10,16   |
| украинский       | 1,64    |
| другие           |         |

### Динамика численности
- 1926 год — 61 чел.[11]
- 1939 год — 131 чел.[12]
- 1989 год — 316 чел.[12]
- 2001 год — 305 чел.[13]
- 2009 год — 923 чел.[14]
- 2014 год — 1109 чел.[15]

## Современное состояние
В Совхозном 8 улиц и 1 переулок, площадь, занимаемая селом, 70,9 гектара, на которой в 900 дворах, по данным сельсовета на 2009 год, числилось 923 жителя.

## География
Село Совхозное расположено в центре района, примерно в 13 километрах (по шоссе) на север от Симферополя, в 1,1 км, по региональной автодороге 35Н-540 от шоссе 35К-001 Красноперекопск — Симферополь (по украинской классификации Симферополь — Красноперекопск)), высота центра села над уровнем моря — 193 м. Совхозное входит в своего рода агломерацию из слившихся сёл, протянувшуюся на 20 километров вдоль Салгира от окраины Симферополя до села Красная Зорька: выше по реке примыкает Комсомольское Симферопольского горсовета, ниже — Укромное.

## История
На военно-топографической карте 1817 года на месте будущего села обозначена мечеть Темир-Ага, но в дальнейшем ни в одном доступном документе название не фигурирует до 1922 года. На карте Крымского статистического управления 1922 года обозначен хутор Темир-Ага, а, согласно Списку населённых пунктов Крымской АССР по Всесоюзной переписи 17 декабря 1926 года, в совхозе Темир-Ага, Ново-Сарабузского сельсовета Симферопольского района, числился 31 двор, все некрестьянского типа, население составляло 61 человек, из них 33 русских, 11 немцев, 5 украинцев, 5 болгар, 2 армян, 1 эстонец, 4 записаны в графе «прочие». По данным всесоюзной переписи населения 1939 года в селе проживал 131 человек.
В 1944 году, после освобождения Крыма от фашистов, 12 августа 1944 года было принято постановление № ГОКО-6372с «О переселении колхозников в районы Крыма», по которому в район из различных областей РСФСР переселялись семьи колхозников. С 25 июня 1946 года Темир-Ага в составе Крымской области РСФСР. Указом Президиума Верховного Совета РСФСР от 18 мая 1948 года, населённый пункт совхоза Темир-Ага был переименован в Совхозное. 26 апреля 1954 года Крымская область была передана из состава РСФСР в состав УССР. На 15 июня 1960 года Совхозное числилось в составе Мирновского сельсовета.
Указом Президиума Верховного Совета УССР «Об укрупнении сельских районов Крымской области», от 30 декабря 1962 года Совхозное присоединили к Бахчисарайскому району, а с 1 января 1965 года, указом Президиума ВС УССР «О внесении изменений в административное районирование УССР — по Крымской области», вернули в состав Симферопольского. Решением Крымского областного Совета депутатов трудящихся от 6 августа 1965 года № 675 из Мирновского сельсовета выделен Укромновский, куда включили Совхозное. По данным переписи 1989 года в селе проживало 316 человек. С 12 февраля 1991 года село в восстановленной Крымской АССР, 26 февраля 1992 года переименованной в Автономную Республику Крым. С 21 марта 2014 года в составе Крыма аннексировано Россией.
12 мая 2016 года парламент Украины, не признающий российскую аннексию, принял постановление о переименовании села в Темир-Ага (укр. Темир-Ага), в соответствии с законами о декоммунизации, однако данное решение не вступает в силу до «возвращения Крыма под общую юрисдикцию Украины».